# Saint-Thomas-en-Royans
 Saint-Thomas-en-Royans  là một xã thuộc tỉnh Drôme trong vùng Auvergne-Rhône-Alpes ở đông nam nước Pháp. Xã Saint-Thomas-en-Royans nằm ở khu vực có độ cao 210 mét trên mực nước biển.